# Carte à gratter (dessin)
Pour les articles homonymes, voir Carte à gratter.

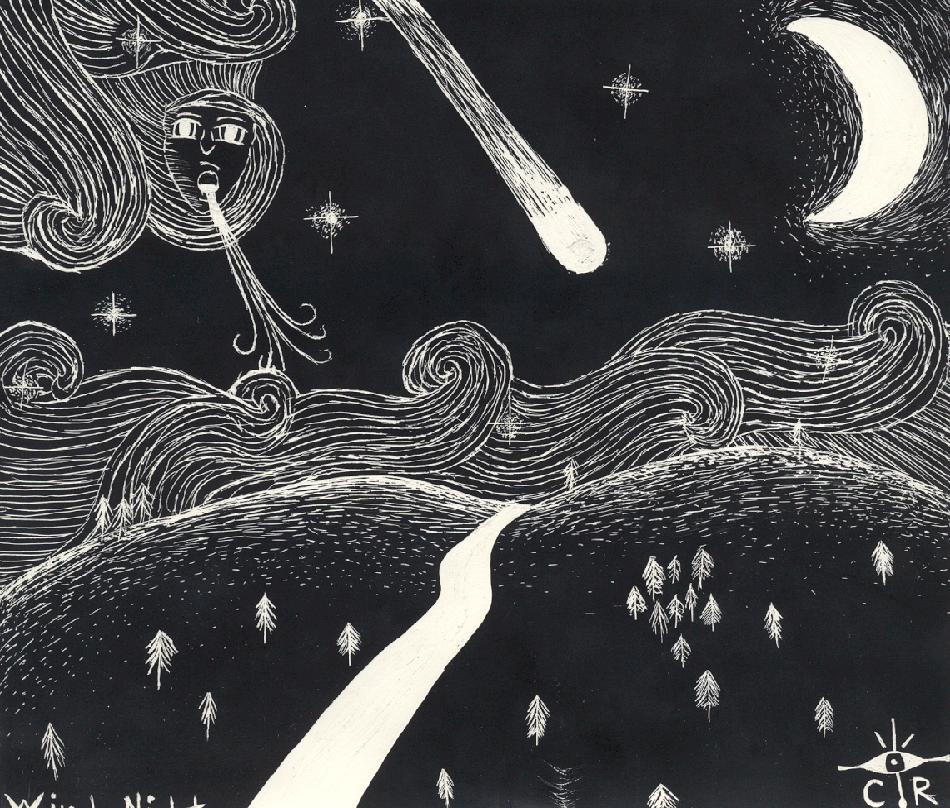
Grattage du noir sur fond blanc.

La carte à gratter (en anglais scratchboard ou scraperboard) est un support pour des travaux de dessin pouvant s'apparenter à la gravure. Le terme « carte à gratter » désigne à la fois le support, la technique, et l'œuvre réalisée par cette technique.

## Caractéristiques de la carte à gratter
La carte à gratter est constituée d'une base de carton ou, pour certaines, d'un panneau de fibres de bois (isorel) plus rigide. On y dépose en couches successives une pâte formée de kaolin ou de craie, de glycérine, de gélatine et d'eau. Puis la carte est laminée sous une forte pression pour présenter une surface très lisse. Pour la carte noire, on ajoute une couche d'encre de Chine noire.
Cette surface lissée peut être utilisée telle quelle, ou être recouverte (lorsqu'elle est blanche) uniformément ou partiellement à son tour d'une encre noire ou d’une autre couleur. Le grattage de cette surface avec un instrument adéquat permet de révéler le blanc sous-jacent et donc de dessiner en blanc sur noir, selon des techniques qui s'apparentent visuellement à la gravure en taille d'épargne.
Les techniques elles-mêmes sont différentes de celles de la gravure, car l'épaisseur de la couche à gratter étant infime, on n'a pas à entailler profondément la matière comme dans la gravure sur bois. On peut préférer partir de la carte à gratter blanche, et faire soi-même la couche supérieure noire par les moyens que l'on trouve les plus appropriés, ou bien ne noircir que les parties du dessin qui doivent être travaillées, voire réaliser un dessin de manière traditionnelle et n'utiliser la faculté de grattage que pour affiner certains détails. On peut également travailler la carte à gratter en couleurs.
Du fait de la raréfaction dans l'utilisation professionnelle de la carte à gratter, de nombreux fabricants ont disparu, notamment en France, où elle est surtout connue actuellement comme activité de loisirs pour les amateurs et les enfants.
On appelle « carte à gratter » la technique employée pour dessiner sur ce support.

## Origine
Le dessin par grattage est connu depuis l’Antiquité. Le graffiti donnera au XVIe siècle, en Italie, le sgraffito, technique de décoration murale : le mur est enduit de plâtre noirci au charbon de bois, puis recouvert d'une fine couche de plâtre blanc. Il suffit de gratter la seconde couche pour faire apparaître la première et obtenir un dessin noir sur blanc. Le principe même de la gravure sur bois équivaut à la même chose, sauf qu'un trait gravé apparaîtra en blanc sur fond noir (ou de couleur, en fonction de l'encre utilisée). La carte à gratter véritable est inventée à partir du moment où les graveurs ne suffisent plus à assurer la demande croissante d'illustrations, et où les techniques de reproduction photographique ne sont pas encore au point.

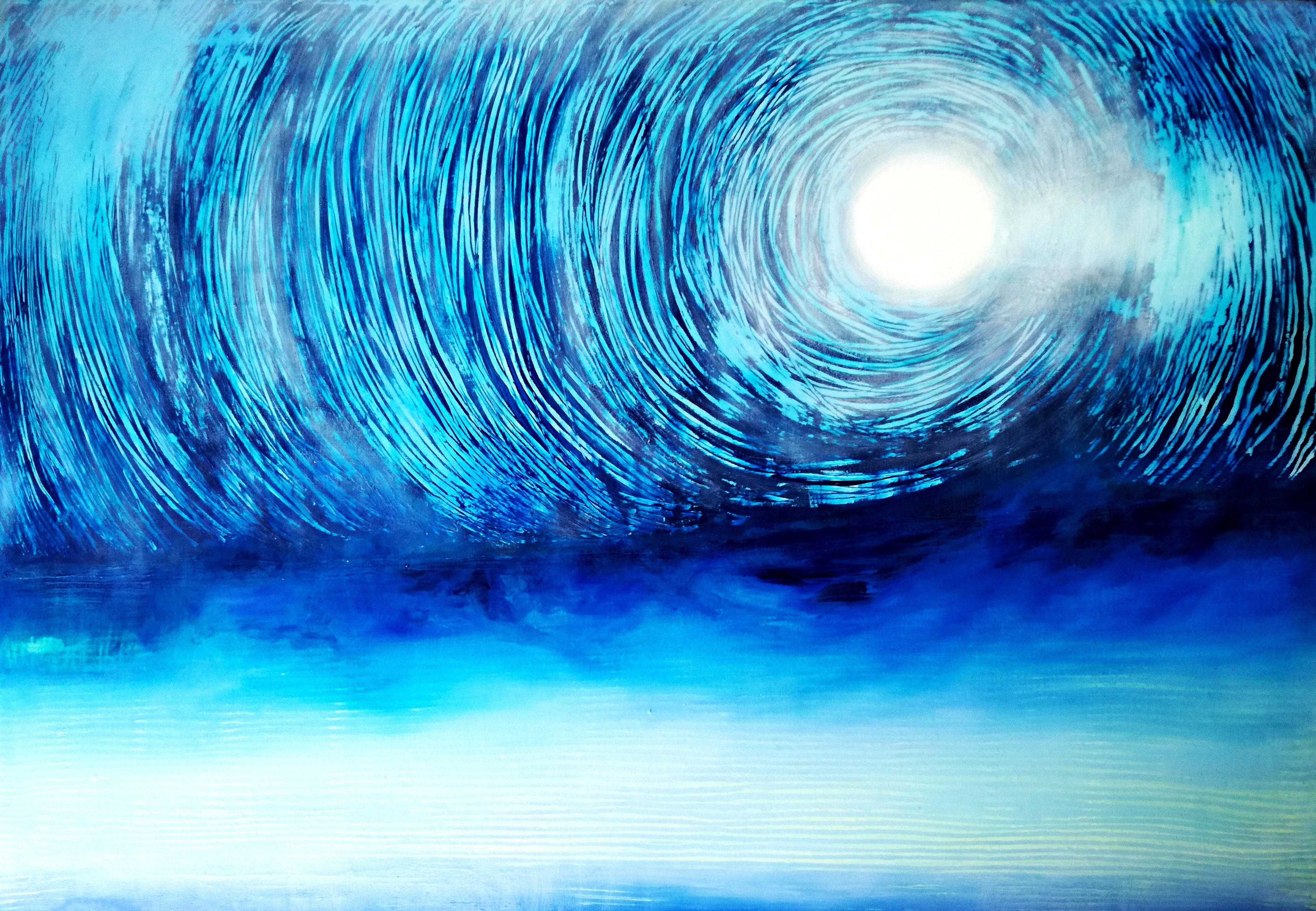
Grattage

Le Parisien Charles Gillot invente, à la fin du XIXe siècle, le cliché typographique : on peut désormais reproduire un document « au trait », c'est-à-dire sans nuances intermédiaires. C'est au dessinateur qu'il incombe de rendre ces nuances avec ses moyens : hachures et pointillés. On attribue l'invention de la carte à gratter au lithographe autrichien Karl Angerer, vers 1864 ou 1865, mais aussi à Gillot, aux frères Treves de Milan ou à l'imprimeur Charles J. Ross, de Philadelphie.

## Technique

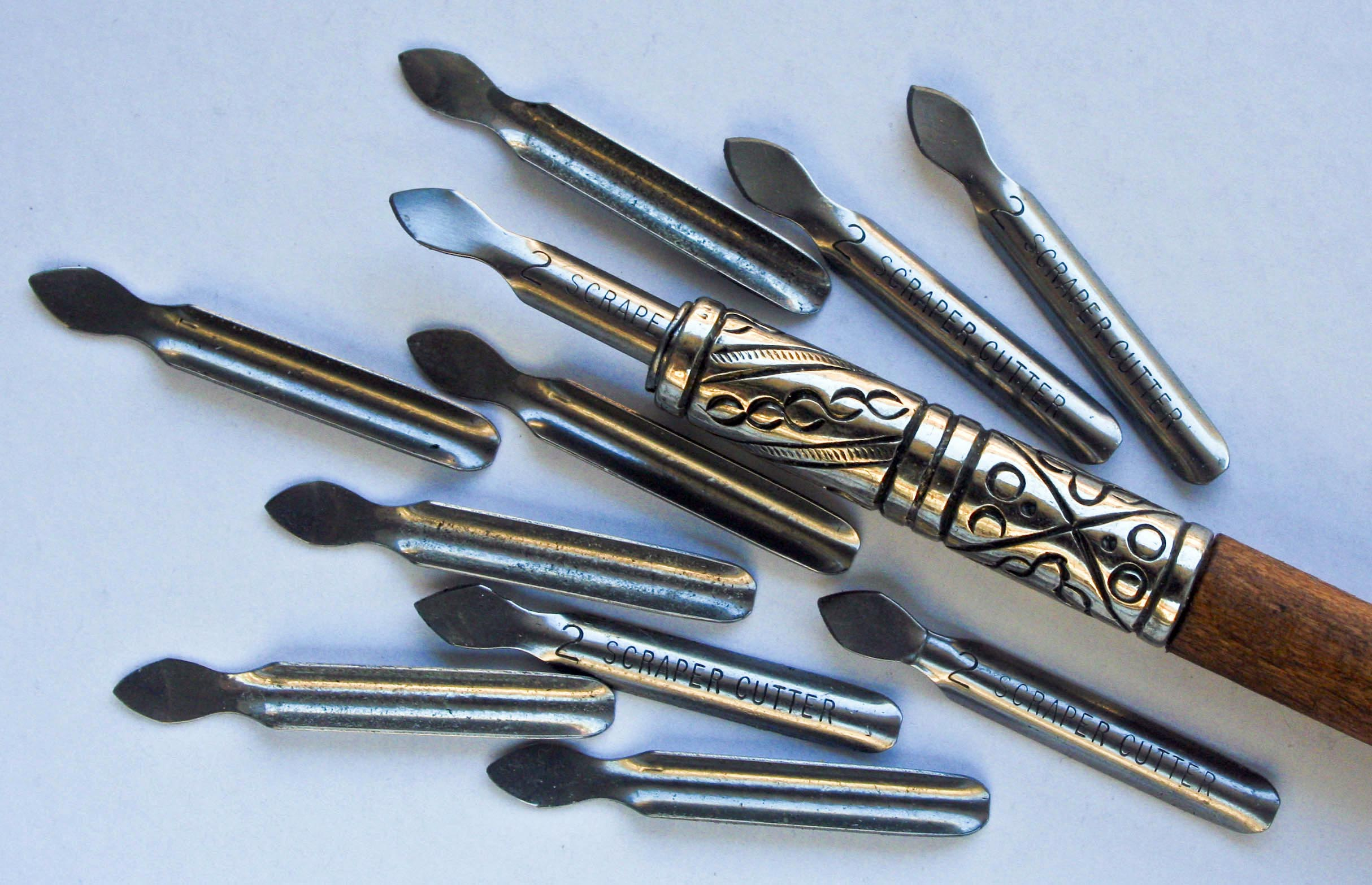
Plumes vaccinostyle.

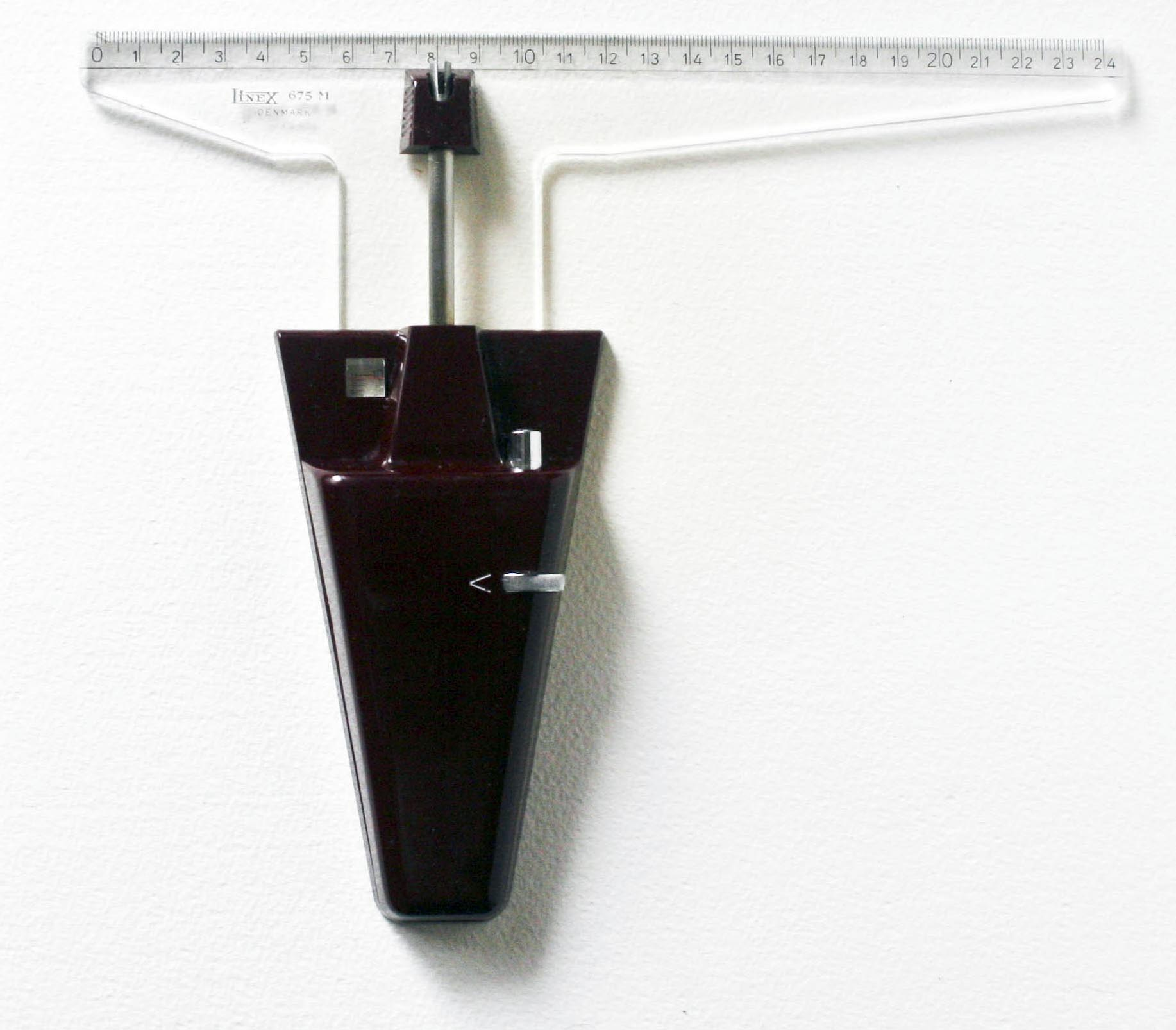
Hachurateur.

Partant d'un principe simple, la carte à gratter autorise un grand nombre de techniques différentes et il n'y a pas de règle absolue. On peut, en fonction du résultat souhaité, préparer la carte, soit pour la lisser au maximum, soit au contraire lui donner une « matière » plus rugueuse en y passant du papier de verre.
Le dessin préalable doit être aussi fin et précis que possible, aussi bien sur carte blanche que noire, car il est difficile à gommer ensuite. On pallie cet inconvénient en effectuant le crayonné avec un crayon bleu inactinique, qui n’apparaît pas à la reproduction photographique ou au scanner, et qu’il n’est donc pas nécessaire de gommer. Sur carte noire, le dessin au crayon graphite peut être suffisant car son brillant le rend visible, mais chaque artiste utilise sa propre méthode.
Pour le grattage, la gamme des outils est très large et là encore chaque artiste trouve ses propres instruments. On utilise généralement :
- les outils de coupe tels que cutters, scalpels, bistouris,
- les plumes type vaccinostyle,
- les outils de gravure sur bois, comme le burin ou l'échoppe (l'échoppe rayée, ou « vélo », sert à tracer plusieurs traits parallèles),
- et des outils improvisés selon les besoins : aiguilles aiguisées, lames diverses, brosses de fils métalliques en faisceau, etc.

Pour le travail sur la carte blanche, tous les outils sont possibles : pinceau, plume, stylo, stylo technique, tire-ligne, mais aussi les crayons à mine de plomb, les crayons de couleur, les encres de couleur, etc. Pour tracer des hachures parallèles, on peut s'aider d'un hachurateur (instrument constitué par une règle qui se déplace d'une valeur donnée en appuyant sur un bouton).

## Trait anglais
La carte à gratter a connu un grand développement dans la première moitié du XXe siècle, principalement dans le domaine de la presse et de la publicité. La qualité de l'impression et des papiers, surtout dans la presse quotidienne et hebdomadaire, n'était pas parfaite, et la reproduction de photographies par similigravure à ses débuts impliquait un manque de finesse et de contraste et une trame grossière. La publicité exigeant de montrer des images de produits attrayantes et lisibles, on fit appel à des illustrateurs pour traduire des photographies dans un style qui permette à la fois le réalisme et un bon rendu en impression. Les illustrateurs utilisèrent donc la carte à gratter, pour sa souplesse d'utilisation : grande finesse du trait, vision directe (et non inversée en miroir comme dans la gravure traditionnelle), et possibilité de retoucher (il suffit de renoircir la partie à corriger), ce que ne permet pas la gravure.
Le rendu était particulièrement efficace dans les produits de luxe, parfums, montres, automobiles, mais ce genre de travail était utilisé dans tous les domaines. Les spécialistes de la carte à gratter étant pour beaucoup britanniques ou anglo-saxons, cette technique fut appelée en France le « trait anglais ». Le terme « trait », en imprimerie, désigne tout ce qui s'imprime en une couleur en aplat, sans nuance ni dégradé. Les dégradés et les « gris » sont obtenus visuellement par des hachures, parallèles ou croisées, plus ou moins fines et distantes pour les tons clairs, épaisses et rapprochées pour les tons foncés, ou des jeux de points plus ou moins denses. Le trait anglais peut être exécuté sur un autre support, non grattable, en se privant alors de cette ressource.

## Usages actuels
Par ses qualités de finesse et de contraste, la carte à gratter permet de faire des documents parfaits pour la reproduction en photogravure et pour l'impression. Elle s'est imposée dans les domaines de la presse et de l'édition. Elle a été un support privilégié pour l'illustration. Elle l'est toujours, en particulier pour l'illustration scientifique qui demande une grande précision. On l'utilise aussi avec du crayon à mine de plomb, qui permet d'obtenir des gris extrêmement nuancés, ce qui est exactement à l'opposé du dessin « au trait » et qui démontre la polyvalence de ce support. Enfin, de nombreux illustrateurs l'emploient toujours comme base d'un dessin qui est ensuite retravaillé numériquement, avec des logiciels de dessin.
Mais relativement peu d'artistes l'ont utilisée comme support pour des œuvres d'art uniques. Toutefois, la carte à gratter a été redécouverte dans une époque récente, et certains artistes en tirent des partis nouveaux, retrouvant la liberté du geste, des mises en couleurs à l'encre, à l'aquarelle ou aux peintures acryliques, et des manières de l'utiliser totalement différentes.

## Bande dessinée
De nombreux auteurs de bande dessinée utilisent la carte à gratter. Dans la technique traditionnelle, c'est un travail relativement long et souvent fastidieux, mais certains ont su trouver des techniques personnelles.
Jacques Tardi a employé la carte à gratter dans Le Démon des Glaces (Dargaud, 1974), où l'illustration s'adapte parfaitement au style « Jules-Vernien » du récit. Andreas a dessiné Révélations posthumes (Bédérama, 1980) sur carte à gratter. Thomas Ott l'utilise couramment. On peut également citer Matthias Lehmann pour L'Étouffeur de la RN 115 (Actes Sud, 2006) et Jean-Claude Pertuzé, avec des histoires courtes publiées dans Métal hurlant (Les Humanoïdes Associés), Contes de Gascogne (1977, 1980, 2000), La Fille du Capitoul (2004). Sans oublier Hippolyte, qui réalise chez Glénat en 2003 une adaptation de Dracula, sur le texte de Bram Stoker. À voir aussi : Blood Song. Une ballade silencieuse, d'Eric Drooker, paru en France (éditions Tanibis) en 2010 et La Malédiction du Titanic (Glénat) illustré par Emre Orhun. En 2020, Thomas Ott a acquis une solide réputation de spécialiste (73304-23-4153-6-96-8 en 2008, La Forêt en 2020) .

## Albums jeunesse
La carte à gratter est aussi utilisée par des illustrateurs d'albums jeunesse, comme les Américaines Virginia Lee Burton (The Song of Robin Hood, finaliste 1948 pour la médaille Caldecott) et Barbara Cooney (tous ses premiers albums), ou le Suisse Hannes Binder (Le Pantin noir).

### Sources et bibliographie
(mai 2019).
- (en) Betty Bacsik, L'Art de la carte à gratter, 1994 (frBN011277582. FRBNF124611143).
- (en) Merritt Dana Cutler, Scratchboard Drawing, 1949, Watson-Guptill Publications.
- Marco D. Elliott, Secrets de la carte à gratter, Paris, Le Temps apprivoisé, 2000  (ISBN 978-2283584323).
- (en) Diana Lee, Starting From Scratch, 2012, CreateSpace Independent Publishing Platform  (ISBN 1-4775-5881-0).
- (en) Ruth Lozner, Scratchboard for Illustration, 1990, Watson-Guptill Publications  (ISBN 0-8230-4662-1).